# Montigny-lès-Metz
Montigny-lès-Metz (Duits: Monteningen bei Metz) is een gemeente in het Franse departement Moselle (regio Grand Est). De gemeente telde 21.869 inwoners op 1 januari 2022.
De plaats maakte deel uit van het arrondissement Metz-Campagne tot dat op 22 maart 2015 fuseerde met het arrondissement Metz-Ville tot het huidige arrondissement Metz.

## Geschiedenis
Het oudste gebouw van de gemeente is de kapel van Saint-Privat die teruggaat tot de 9e eeuw. Rond deze kapel werden aan aantal boerderijen gebouwd en ontstond zo een dorp. In de Middeleeuwen hing de plaats af van de bisschoppen van Metz; later van de heren van Varize. Het dorp werd in 1552 afgebroken door de verdedigers van Metz bij de belegering van de stad door de troepen van keizer Karel V. De kapel bleef wel bestaan en deed vanaf 1561 dienst als protestantse kerk. De protestantse gemeenschap verdween in de 17e eeuw. In 1641 werd een klooster van benedictinessen gesticht. Al snel was het dorp Montigny dat ontstond rond dit klooster groter dan het gehucht rond de kapel van Saint-Privat en in 1729 kreeg Montigny een eigen parochiekerk.
In 1809 werden Saint-Privat en Montigny één gemeente en het jaar erop besliste het gemeentebestuur om de kerk van Saint-Privat af te breken om een begraafplaats aan te leggen. In de 21e eeuw werd de kapel heropgebouwd met enkele authentieke elementen die bewaard waren gebleven.
Door de bevolkingsgroei werd de kerk van Montigny te klein en tussen 1903 en 1906 werd de nieuwe neoromaanse kerk Saint-Joseph gebouwd. Aan het begin van de 20e eeuw kwamen er werkplaatsen van de SNCF en een kazerne in Montigny. Ook de stad Metz breidde zich uit naar het zuiden. Om tegemoet te komen aan de nieuwe bevolking werd een tweede kerk gebouwd vanaf 1938. De werken werden onderbroken door de start van de Tweede Wereldoorlog en werden pas hervat in 1950. De kerk Jeanne-d'Arc werd ingewijd in 1960. Tussen 1892 en 1894 werd er ook een protestantse kerk gebouwd. Een deel van de nieuwe bevolking bestond uit protestanten gevlucht uit de Elzas na de annexatie door Duitsland in 1871.

## Geografie
De oppervlakte van Montigny-lès-Metz bedroeg op 1 januari 2022 6,7 vierkante kilometer; de bevolkingsdichtheid was toen 3.264 inwoners per km². De gemeente ligt aan de Moezel en vormt een stedelijke agglomeratie met Metz.
De onderstaande kaart toont de ligging van Montigny-lès-Metz met de belangrijkste infrastructuur en aangrenzende gemeenten.

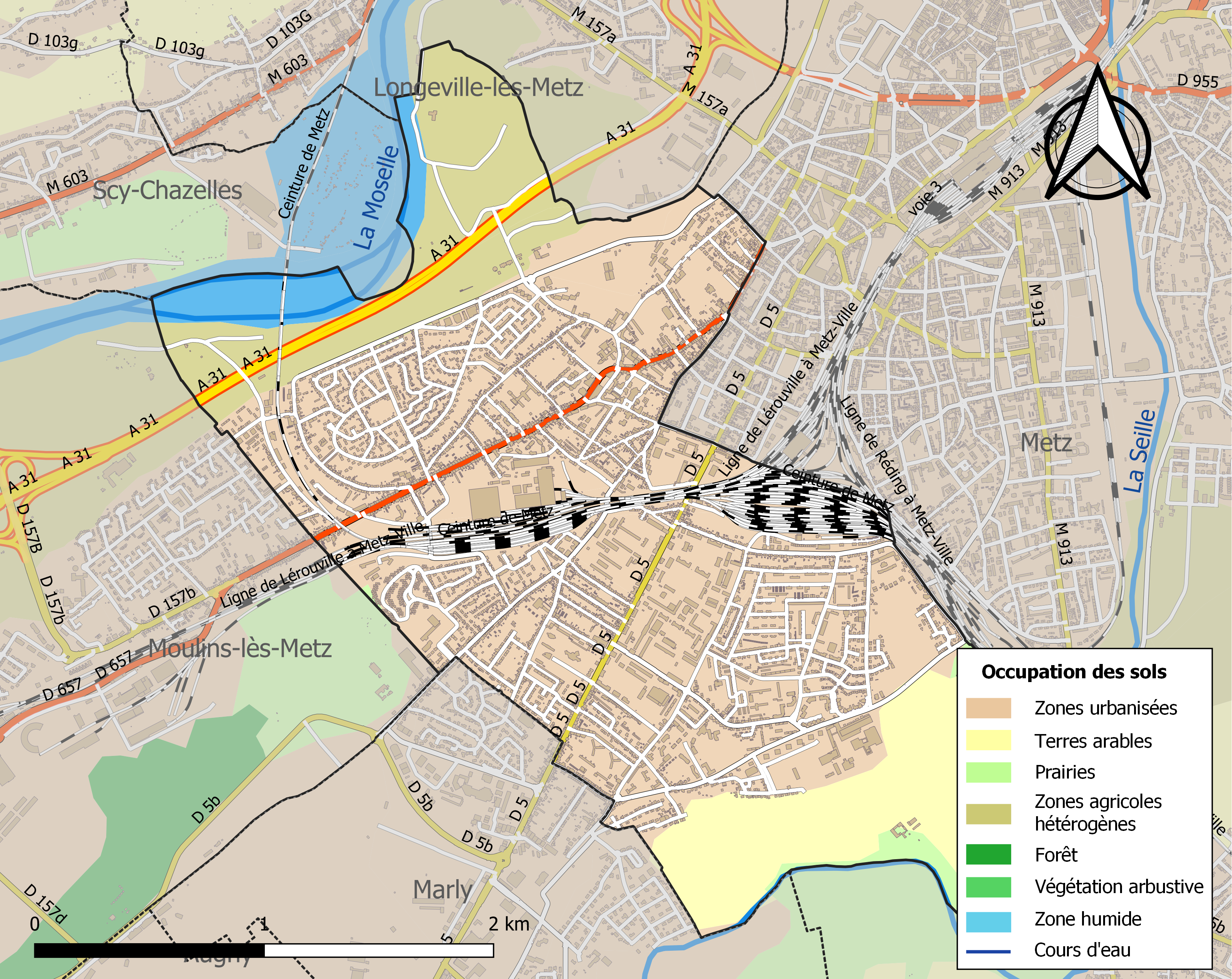

## Demografie
Onderstaande figuur toont het verloop van het inwonertal (bron: INSEE-tellingen).

## Geboren
- Jean Rustin (1928-2013), kunstschilder
- Kiliann Sildillia (2002), Frans-Guadeloups voetballer